# Josefov

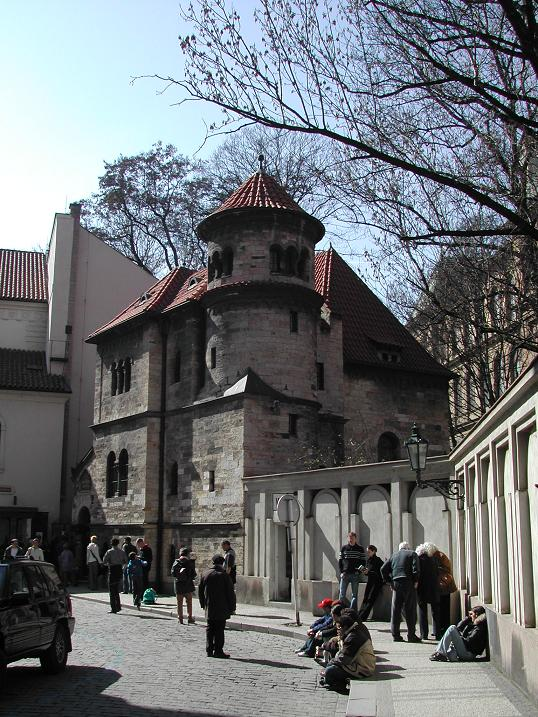
Una strada del quartiere

Il quartiere ebraico di Praga (Josefov) è uno dei più antichi della città; deve il proprio nome all'imperatore Giuseppe II, che nel 1781 abolì le misure discriminatorie nei confronti degli ebrei. Praga è uno dei più antichi e famosi centri ebraici dell'Europa centrale: la presenza di comunità ebraiche a Praga è documentata a partire dalla prima metà del X secolo.

## Il vecchio cimitero ebraico

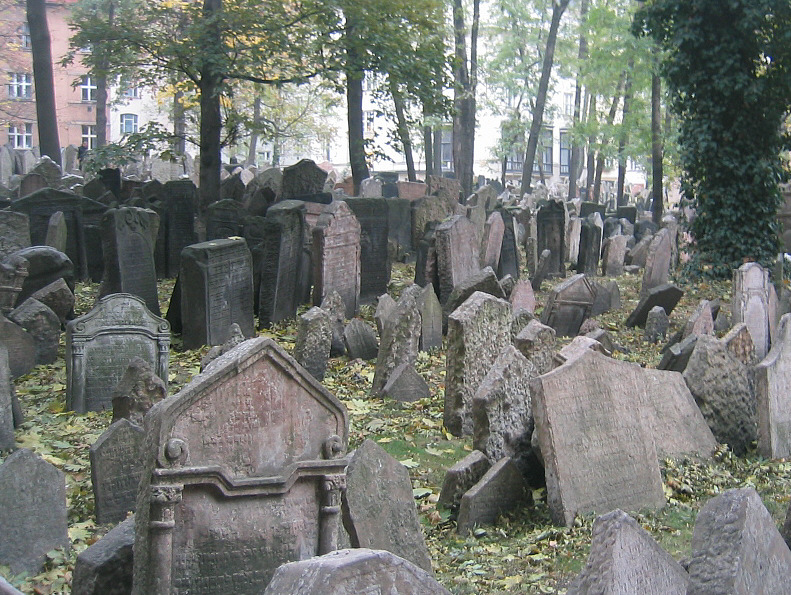
L'intricata distesa di lapidi al vecchio cimitero ebraico

Il vecchio cimitero ebraico (Starý Židovský Hřbitov in ceco), è sorto nella prima metà del XV secolo ed è forse il monumento più caratteristico della città ebraica di Praga. Stretto tra gli edifici del quartiere Josefov, è stato per secoli l'unico luogo nel quale gli ebrei praghesi hanno potuto seppellire i propri defunti. È stato così che fino al 1787, anno della chiusura, si è dovuto più volte ricorrere ad un suo rialzamento, ricoprendo la superficie di nuovi strati di terreno. Le vecchie lapidi non sono state interrate, ma sono state portate in superficie, sopra il luogo dov'è sepolto il relativo defunto. Ne è risultata un'incredibile distesa di lapidi tra loro vicinissime, tra le quali la principale è quella del rabbino Jehuda Liwa Ben Betzalel (detto Rabbi Loew), morto nel 1609. La più antica è invece quella del poeta e studioso Avigdor Karo, risalente addirittura al 1439.

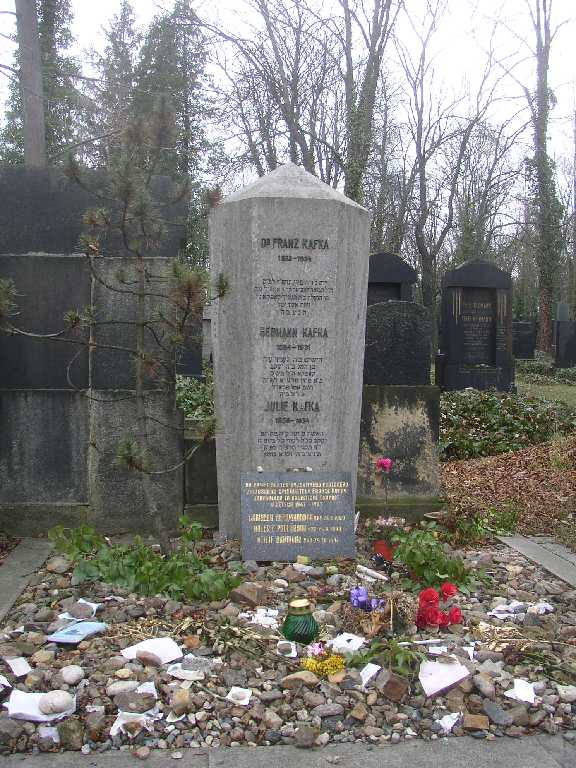
La tomba di Franz Kafka al nuovo cimitero ebraico di Praga

Dopo la chiusura del vecchio cimitero ebraico è stato costruito il nuovo cimitero ebraico di Praga (Nový Židovský Hřbitov). Tra le tombe ivi presenti vi è pure quella del grande scrittore Franz Kafka.

## Le sinagoghe
Oltre al Vecchio Cimitero Ebraico, sono le sinagoghe i monumenti più significativi della Città Ebraica di Praga. Questi edifici non sono solo monumenti importanti dal punto di vista architettonico, ma documentano lo sviluppo storico e le singole epoche della vita ebraica nella città, in quanto servivano per le funzioni religiose ed erano il centro della vita pubblica locale.
La prima notizia espressamente riferita all'esistenza di una sinagoga sotto il castello di Praga risale al 1124: tale sinagoga fu forse distrutta dalle fiamme nel 1142.
È sempre stata tuttavia la Vecchia scuola ad essere considerata la sinagoga più antica (XII secolo): cominciò ad essere chiamata così dopo che alla fine del Duecento fu costruita la sinagoga Grande oggi detta la Vecchia-Nuova (Staronová).
La Vecchia Scuola fu demolita e al suo posto fu costruita la più recente sinagoga della città ebraica, la Sinagoga spagnola (Španĕlská), decorata secondo lo stile moresco.
Nel 1535 Aron Meshullam Horowitz fece costruire la Sinagoga Pinkas. Adiacente al Vecchio Cimitero Ebraico, è oggi divenuta monumento agli ebrei moravi e boemi vittime dell'Olocausto in quanto sui muri dell'edificio sono stati scritti gli oltre ottantamila nomi degli ebrei sterminati dai nazisti, mentre al primo piano sono esposti i disegni (oltre quattromila) dei bambini prigionieri del campo di concentramento di Theresienstadt, dove, tra il 1942 e il 1944, furono internati oltre ottomila bambini e ragazzi (e dei quali solo 242 sono sopravvissuti).

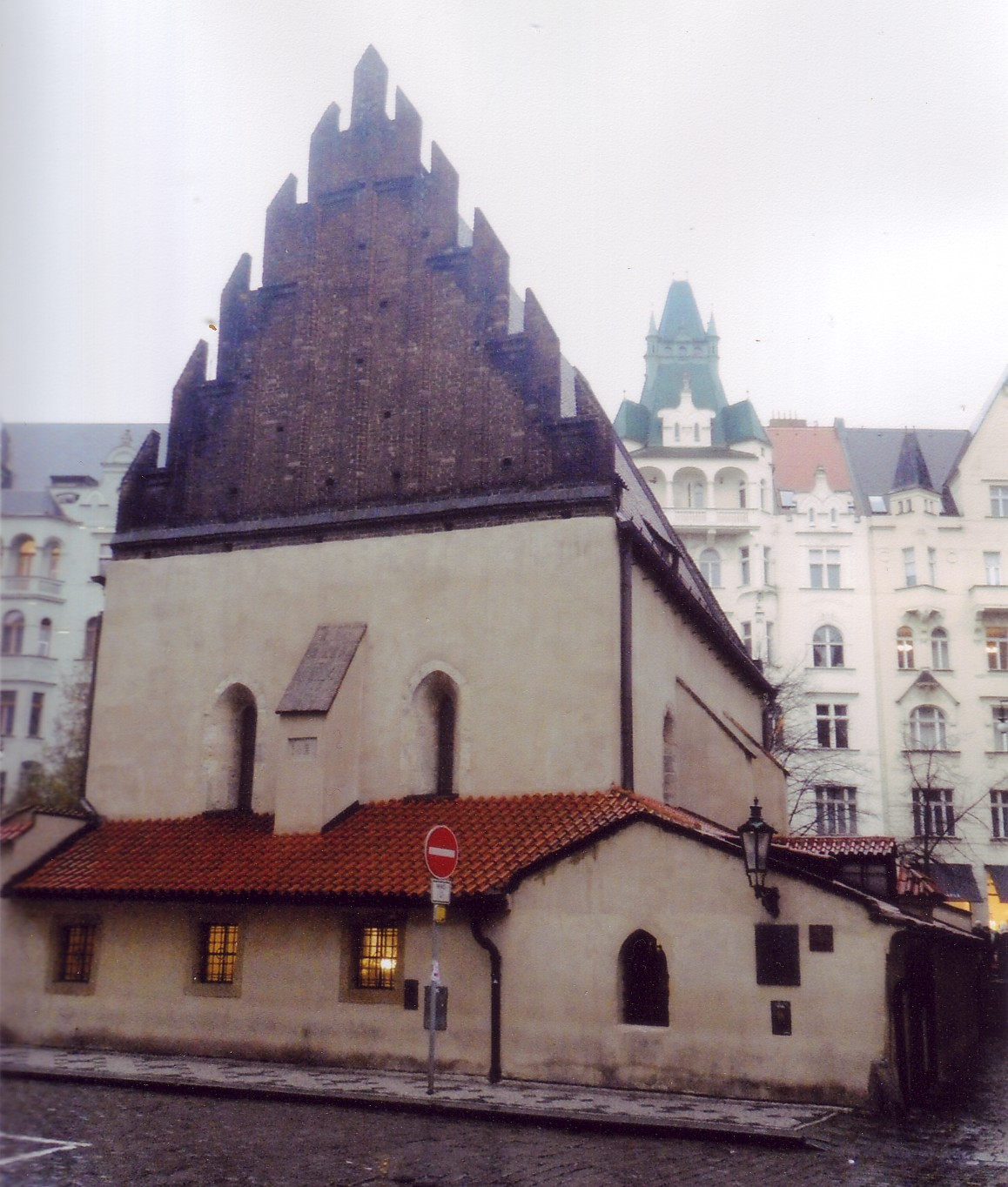
La Sinagoga Vecchia-Nuova

Mordecai Maisel, primate della comunità, nel 1568 fece edificare la Sinagoga Alta (Visoká), probabilmente insieme al Municipio ebraico con il quale è collegata sia dal punto di vista strutturale che funzionale, e nel 1590 la Sinagoga Maisel. Negli anni 1622 e 1623 il ghetto si allargò notevolmente soprattutto verso nord ed est ove furono costruite le "sinagoghe barocche", la Zigeuner e quella della Grande Corte.
Il grande incendio che colpì la Città Ebraica il 21 giugno 1689 danneggiò gravemente le due sinagoghe e i palazzi residenziali del ghetto furono rasi al suolo. Entrambe vennero ricostruite e poi definitivamente demolite nell'ambito della ricostruzione del quartiere ebraico di Josefov negli anni tra il 1898 e il 1906. Nel 1694, pochi anni dopo l'incendio, venne ultimata la costruzione della Sinagoga Klausen, adibita a funzioni funebri.
La tuttora numerosa comunità ebraica praghese svolge oggi le proprie funzioni religiose solo in tre sinagoghe, la "Vecchia-Nuova", la "Alta" e quella "di Gerusalemme" (Jeruzalemská). Quest'ultima sorge nel quartiere di Nové Město.